# Топонимия Кировской области

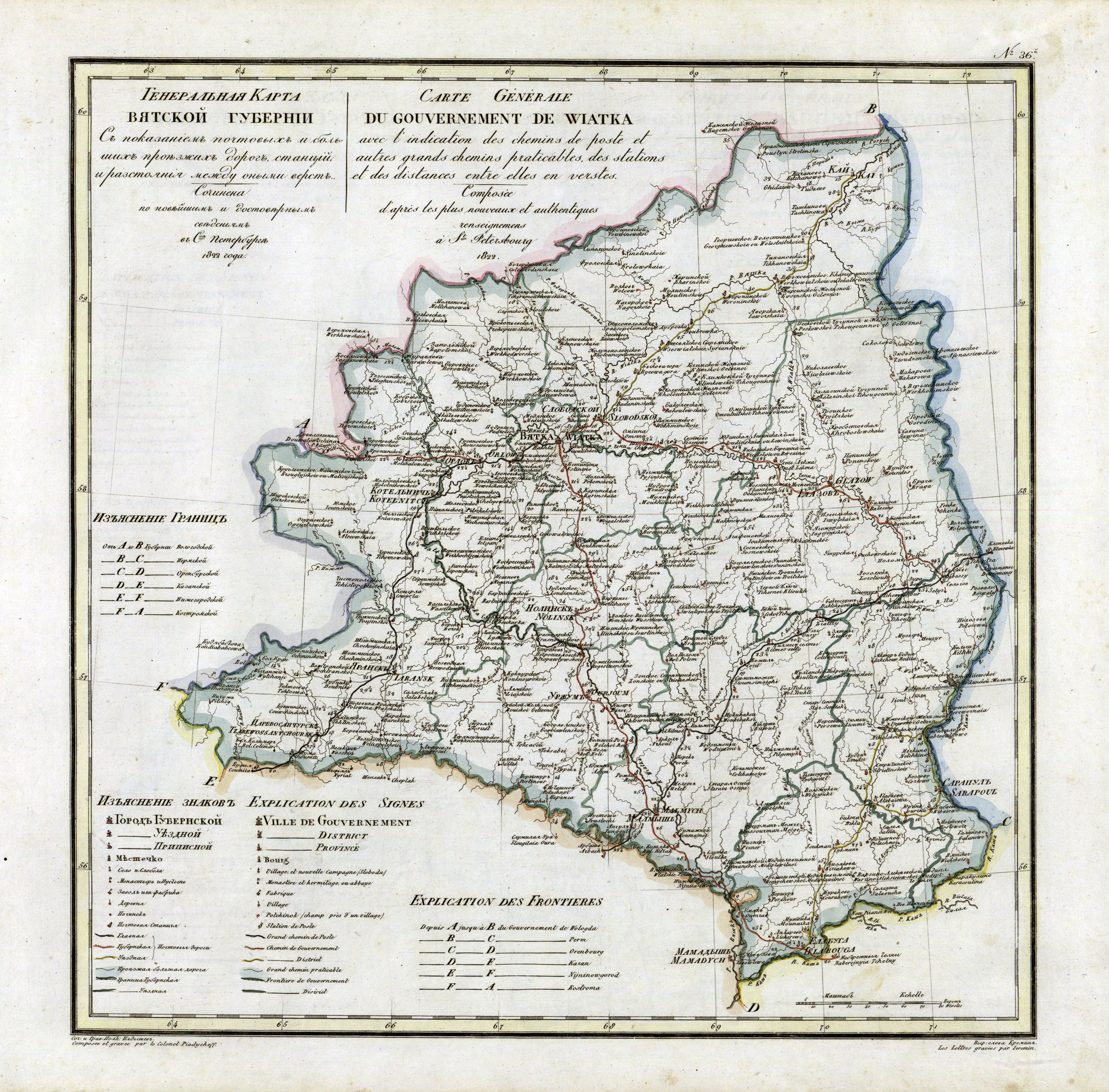
Карта Вятской губернии 1822 года

Топонимия Кировской области — совокупность географических названий, включающая наименования природных и культурных объектов на территории Кировской области.
Наименование региона имеет протяжённую историю. В 1719 году согласно реформе Петра I российские губернии были разделены на провинции. Так, в Сибирской губернии были образованы 3 провинции: Вятская, Соликамская и Тобольская. Вятская провинция, включавшая значительную часть современной территории региона, состояла из 7 дистриктов (уездов): Хлыновского, Слободского, Котельничского, Орловского, Шестаковского, Кайгородского и Кунгурского. Южные вятские земли в Казанской губернии вошли в Казанскую провинцию.
В 1727 году Вятская провинция перешла из Сибирской губернии в Казанскую. В 1780 году в ходе административной реформы Екатерины II 1775 года, из Вятской провинции и частей Свияжской и Казанской провинций Казанской губернии было образовано Вятское наместничество. По этому поводу город Хлынов высочайшим указом императрицы был переименован в губернский город Вятку.
В 1796 году Вятское наместничество было преобразовано в Вятскую губернию.
В 1929 году Вятская губерния и все её уезды были упразднены, а их территория вошла в Нижегородский край РСФСР, который в 1932 году был переименован в Горьковский.
5 декабря 1934 года ВЦИК принимает решение о переименовании на то время районного центра город Вятка в Киров, а 7 декабря 1934 года из восточных и северо-восточных районов Горьковского края и западных районов Свердловской области (Сарапульский и Воткинский районы) был выделен новый Кировский край с Удмуртской АО в составе.
28 декабря 1934 года входившая в состав Кировского края Удмуртская АО преобразована в Удмуртскую АССР. 5 декабря 1936 года Удмуртская АССР была выделена из состава Кировского края, а сам Кировский край был преобразован в Кировскую область. С тех пор наименование региона не менялось.

## История формирования
Согласно схеме топонимического районирования В. А. Жучкевича, Кировская область относится к топонимическому региону «Север-Восток Европейской части России», и на её территории можно выделить 3 основных топонимических пласта:
- нижний, дофинский;
- средний, финно-угорский;
- верхний, русский[5].

По оценке Жучкевича, среди территорий данного топонимического региона (Республики Коми, Удмуртия, Марий Эл, Ненецкий автономный  округ, упразднённый Коми-Пермяцкий автономный округ) в Кировской области наиболее высок процент русских названий, среди которых также встречаются топонимы нерусского происхождения, происходящие либо от нерусского населения, либо от гидронимов нерусского происхождения.
Другую точку зрения высказывает С.Ухов, суть позиции которого сводится к следующему:

1. Миф о дорусском заселении бассейна Вятки предками марийцев и удмуртов вроде бы не находит подтверждения в топонимии.
2. Среди финно-угорского населения края, скорее всего, преобладали племена, говорившие на языках иных групп, возможно, исчезнувших.
3. Определённую роль в истории края играли племена индоевропейской языковой семьи, сделавшие свой вклад в создание гидронимического субстрата (названий рек), возможно, ещё с фатьяновского времени (последние 4 тысячи лет). По всей видимости, они соседствовали с племенами, говорившими на финно-угорских языках. Это соседство находилось в постоянной динамике, как мирной, так и военной. При этом часть «генетических» индоевропейцев (то есть генетические предки которых говорили на индоевропейских языках) могла принять какой-то финно-угорский язык, ассимилироваться или быть вытеснена с определённых территорий, и наоборот.
4. Племена фатьяновской общности считаются предками славян, балтов и германцев. На территориях Среднего Поволжья и бассейна Вятки вроде бы выявляется определённый пласт балто-славянских топонимов, — наряду с другими индоевропейскими названиями, которые трудно соотнести с известными языками.
5. Кроме древних топонимов, предположительно индоевропейского происхождения, имеются топонимы (как названия мелких рек, так и населенных пунктов), которые имеют признаки современных балтийских языков. Это может означать историческую молодость этих названий и топонимическую преемственность, то есть недальние предки создателей этих названий были мирно ассимилированы русскими и вошли в состав русского населения. (То же можно предположительно сказать и о прибалтийско-финских и тюркских жителях северной половины и центральной части Вятской земли)— https://glybrary.ru/rukopisi/history-vyatka/  История Вятки как часть этнической истории восточной Европы

.

## Состав
По состоянию на 27 февраля 2023 года, в Государственном каталоге географических названий в Кировской области зарегистрировано 10116 названий географических объектов, в том числе — 4241 названия населённых пунктов. Ниже приводятся списки топонимов крупнейших природных объектов и населённых пунктов области с указанием их вероятной этимологии и происхождения.

### Гидронимы

#### Потамонимы
- Вятка — вопрос об этимологии гидронима остаётся дискуссионным. Согласно наиболее распространённой на сегодняшний день версии Л. Н. Макаровой, название «Вятка» родственно древнерусскому слову вятше (вяче, вяще) «больше», и образовалось путём присоединения суффикса -ка, свойственного русским названиям рек. Соответственно, название Вятка переводится как «бо́льшая»[8]. С другой стороны, В. Л. Васильев отмечает, что для новгородской топонимической традиции было характерно именование территории и её главного селения по водоёму, наименование которого всегда было исходным. В отличие от Л. Н. Макаровой, название реки Вятки он связывает с корнем *větъka «ветка дерева, ответвление чего-либо», преобразованным в кривичском диалекте, носители которого видимо были первыми славянскими колонизаторами Вятской земли[9]. Татарское название Вятки — Нократ — представляет собой искажённое Новгород (тат. Нукрат [йылгасы], буквально «Новгород[ская река]»)[10]. Связано это с тем, что Вятка была крупнейшей водной артерией, связывавшей Среднюю Волгу (Волжскую Булгарию, а затем Казанское ханство) с Сухоно-Вычегодским речным путём и, соответственно, с Новгородской землёй. Выведение татарского названия реки из перс. نقره‎ noqrah «серебро» является народной этимологией.
- Кама — вопрос об этимологии гидронима остаётся дискуссионным. Вероятно его финно-угорское происхождению[11]. Однако, как отмечает А. С. Кривощёкова-Гантман, угорская гипотеза не согласуется с древней историей местного края (эпоха неолита), когда топоним появлялся обычно по признакам «вода, течение, река», а не по признакам «прозрачная, чистая, светлая» (хант. кам — рус. прозрачный, чистый). Также она указывает на несостоятельность удмуртского происхождения названия (в словаре Фасмера — удм. кам значит «река, большая река»[12]) и считает его вторичным. Удмурты нередко Каму называют Кам-шур (рус. Кам-река, Кама-река)[13].По одной из старых гипотез, от названия реки Кама произошёл этноним коми (коми-морт «люди с Камы»)[14]. Это также указывает на то, что происхождение гидронима Кама надо искать в древнепермских диалектах[13].Есть также версия, согласно которой название Кама относится к родственным распространённым в Финляндии и в северных регионах России словам, таким как Кемь, Хем, Кеми, Кюми[13].
- Кобра — гидроним можно связать с древним глаголом kùbryti — «долбить, раскалывать, вить, собирать, поглощать». Однокоренные названия рек встречаем в Белоруссии (Кобринка, давшая название городу Кобрин, бассейн Западного Буга), на Украине (Кобринка, приток Днепра), в Ленинградской области (Кобринка, приток Суйды), Литве (Kūbris)[15].
- Луза — в данном случае имеем иную степень вокализма от Лужа. Множество однокоренных гидронимов имеется в Поднепровье (включая реку Лыза) и Поочье. Встречаются Luž-upis и Lauž-upis и в литовской гидронимии. Последние примеры указывают на балтскую основу — laužti, laužia, laužė; lūžti, 1užo — «расступаться, рвать(ся), прокладывать, обходить»[16].
- Молома — в литовской гидронимии встречаем название реки Malamoja, этимологию которой А. Ванагас связывает с глаголом málti («молоть, дробить, вить, двигать»). Уточняющим семантику может служить глагол mulm̃ yti, -ija — «намокать, всхлипывать»[16].
- Пижма — название происходит от луговомар. Пижмы — «вязкий», поскольку река извилиста, илиста и течёт в болотистой местности[17].
- Чепца — гидроним не объясняется ни из удмуртского, ни из другого финно-угорского языка[18]. Скорее всего, название реки произошло из древнерусского языка, от праславянского корня *цеп- (*цепати-, *цепити-) со значениями «расщеплять, раскалывать, цеплять», перешедшего в диалектное *чеп- и образовавшего Чепца при помощи суффикса -(и)ца (по аналогии с Быстрица, Холуница и т. п.). Название вероятно связано с тем, что устье реки в древности было «расщеплённым», о чём сейчас можно судить по сохранившимся старицам. Некоторые исследователи считают, что удмуртское название Чупчи произошло от русского[19]. По мнению других, удмуртское название происходит от финно-угорского корня *чуп — «залив» и общепермского *си — «река», «ручей», то есть буквально «река, выходящая из залива»[20]. Народная этимология связывает происхождение гидронима с Екатериной Великой, которая якобы переправлялась через реку и уронила в неё свой чепец[21].

#### Лимнонимы
- Акшубень — возможно, от названия деревни Акшубень, располагавшейся на берегу озера (ныне не существует).
- Лежнино (также Лежнинское[22]) — гидроним, вероятно, от названия села Лежнино, располагавшегося на берегу (ныне не существует).
- Мусерское — название озера произошло от лежащей недалеко деревни — Мусерье, которое. в свою очередь произошло от протекающей рядом речки Мусь (притока Большой Кокшаги), которая впадает в Кокшагу в километре южнее озера[23].
- Орловское — происхождение не установлено.

### Ойконимы
- Киров — первое подтверждённое упоминание о городе Вятке датируется 1374 годом в связи с походом новгородских ушкуйников на главный город Волжской Болгарии — Булгар. От новгородцев пошло название Вятка, название от гидронима Вятка. В 1457 году в городе, в устье реки Хлыновица (ныне — Хлыновка, гидроним предположительно от русского «хлынуть») был построен кремль, получивший название Хлынов. Современная форма гидронима позволяет предполагать её образование от названия «Хлынов», а в его основе можно видеть прозвищное имя «Хлын» (вятское хлын — «мошенник, обманщик, барышник»). По названию кремля вскоре весь город стал называться Хлынов, хотя наряду с этим продолжало употребляться и название Вятка. В 1780 году Хлынов был официально переименован в Вятку[24]. В 1934 году, после убийства советского партийного деятеля С. М. Кирова, уроженца Вятской губернии, Вятка была переименована в Киров[25].
- Вятские Поляны — возник в конце XVI века как деревня Вятская Поляна. В названии поляна — «открытое луговое урочище среди леса или у его края», а определение указывало на расположение деревни на реке Вятка. 8 конце XIX — начале XX веков название получает форму Вятские Поляны. С 1942 года — город[26].
- Кирово-Чепецк — возник в XV веке как новгородское селение Усть-Чепца. Название по расположению в устье реки Чепца. В 1935 году близ села начато строительство электростанции, названной Кирово-Чепецкая, которая обеспечивала энергией город Киров и находилась на реке Чепца. При ТЭЦ вырос рабочий посёлок, в 1955 году преобразованный в город Кирово-Чепецк[27].
- Котельнич — упоминается в летописи под 1457 годом как Котельнич. Название от котёл — «углубление, впадина, котловина», что подтверждается расположением древней части города в котловине. Возможно калькирование дорусского названия: у новгородцев этот город был известен как Кокшаров, что ещё в XIX веке осмысливалось из марийского кокшер — «обсохшее болото, котловина». Допускается такке связь с русским некалендарным личным именем Котельник с патронимическим суффиксом -ич[28].
- Слободской — основан в начале XVI века как выселок из расположенного в 25 км города Шестакова (впоследствии — село Шестаки, ныне не существует). Первоначально выселок назывался просто Слобода, то есть «селение, жители которого освобождены от каких-либо повинностей, податей и т. п.». Позже Слободской городок, Слободской посад; с 1599 года — город Слободской, с 1780 года — уездный город Слободской[29].

### Оронимы
- Верхнекамская возвышенность — от гидронима Кама (см. выше).
- Вятский Увал — от гидронима Вятка (см. выше) и «увал» — гряда с пологим склоном, широким, плохо выраженным гребнем[30].
- Северные Увалы — по местонахождению + «увал» (см. выше).